# Эль-Куфа
Эль-Ку́фа, или Ку́фа (араб. الكوفة‎) — город в центре Ирака, на реке Евфрат, в 170 км к югу от Багдада. Будучи одним из первых арабских городов в Месопотамии, Куфа сыграла исключительно важную роль в истории ислама. По состоянию на 2003 год, его население составляет 110 000 жителей. Это один из четырёх городов Ирака, священных для шиитов, наряду с Самаррой, Кербелой и ан-Наджафом.

## История
Эль-Куфа была основана как военный лагерь на месте ассирийского поселения «Акола» к югу от лахмидского города Аль-Хира в 637 году Саадом ибн Абу Ваккасом, сподвижником пророка Мухаммеда. Он был правителем Куфы до 642 года, когда халиф Умар ибн Хаттаб по требованию жителей Куфы назначил на его место другого сподвижника пророка, Мугиру ибн Шу’бу. В 645 году халиф Усман ибн Аффан назначил правителем Куфы аль-Валида ибн Укбу, а в 650 году — Саида ибн аль-А’аса. В 654 году Саид был свергнут горожанами, и новым правителем был избран Абу Муса аль-Ашари, ещё один сподвижник пророка Мухаммеда.
Конфликт между халифом Усманом и Абу Мусой вылился в противостояние жителей Куфы и династии Омейядов. После убийства Усмана куфийцы поддержали нового халифа Али ибн Абу Талиба, который в 656 году назначил вместо Абу Мусы правителем Каразу ибн Каб’а. Перед битвой с Муавией ибн Абу Суфьяном Али перенёс свою столицу в Эль-Куфу. Эль-Куфа сохраняла верность Али до самой его смерти в 661 году.
Захватив власть, Муавия I вновь назначил правителем Эль-Куфы Мугиру. В 670 году Мугира сбежал из Эль-Куфы, рядом с которой буйствовала эпидемия бубонной чумы, и Муавия I назначил правителем Зияда ибн Уммея. Предпринимаемые Зиядом действия вызвали восстание остававшихся в Эль-Куфе сторонников Али.
В 701—702 годах город был захвачен войсками Абдуррахмана ибн Мухаммеда.